# Джаяма-Бонґор
Джая́ма-Бонґо́р або Джіа́ма-Бонґо́р (англ. Jaiama Bongor, Jiama Bongor) — одне із 15 вождівств округу Бо Південної провінції Сьєрра-Леоне. Адміністративний центр — село Телу.
Населення округу становить 31298 осіб (2015; 28149 в 2008, 26067 в 2004).

## Адміністративний поділ
У адміністративному відношенні вождівство складається з 8 секцій:
| № | Назва         | Оригінальна назва | Площа, км² | Населення, осіб (2008) | Адміністративний центр |
| - | ------------- | ----------------- | ---------- | ---------------------- | ---------------------- |
| 1 | Верхня Баїмба | Upper Baimba      | -          | 13582                  | Телу                   |
| 2 | Верхня Кама   | Upper Kama        | -          | 13582                  | -                      |
| 3 | Верхня Ньява  | Upper Niawa       | -          | -                      | -                      |
| 4 | Некпондо      | Nekpondo          | -          | 13582                  | -                      |
| 5 | Нижня Баїмба  | Lower Baimba      | -          | -                      | -                      |
| 6 | Нижня Кама    | Lower Kama        | -          | -                      | Корібунду              |
| 7 | Нижня Ньява   | Lower Niawa       | -          | -                      | -                      |
| 8 | Тонґова       | Tongowa           | -          | 13582                  | -                      |